# Majdaneki koncentrációs tábor
A majdaneki (vagy lublini) koncentrációs tábor egy náci Németország által működtetett koncentrációs és megsemmisítő tábor volt Lublin városának külterületén, Lengyelország német megszállása idején, a második világháborúban. Hét gázkamrával, két fa akasztófával és összesen mintegy 227 épülettel rendelkezett, és ezzel a nácik által működtetett koncentrációs táborok közül a legnagyobbak közé tartozott. Habár kezdetben kényszermunkára, nem pedig megsemmisítésre szánták, a Reinhard-hadművelet során – a nácik terve szerint a lengyelországi főkormányzóság területén minden zsidót meg akartak gyilkolni – ipari méretű gyilkosságokra használták. Az 1941. október 1-jétől 1944. július 22-ig működő tábort szinte teljes épségében szabadították fel, mert a szovjet Vörös Hadsereg gyors előrenyomulása a Bagratyion hadművelet során megakadályozta az SS-t abban, hogy lerombolja az infrastruktúra nagy részét, és az alkalmatlan Anton Thernes táborparancsnok-helyettesnek nem sikerült a háborús bűnökre terhelő bizonyítékokat eltávolítania.
A tábort 1941-ben a helyiek Majdanek („kis Majdan”) becenévvel illettek, mivel a tábor Lublin Majdan Tatarski nevű külvárosával volt szomszédos. A náci dokumentumok a helyszínt kezdetben a Waffen-SS lublini hadifogolytáborának nevezték, annak finanszírozása és működtetése alapján. A berlini Birodalmi Biztonsági Főhivatal 1943. április 9-én átnevezte Konzentrationslager Lublin névre, de a helyi lengyel elnevezés máig használatban van.

## Felépítése
A Konzentrationslager Lublint 1941 októberében hozták létre Heinrich Himmler, az SS birodalmi vezetőjének parancsára, amelyet Odilo Globocniknak küldtek nem sokkal azután, hogy Himmler 1941. július 17–20-án Lublinban járt, a Barbarossa hadművelet, a Szovjetunió német inváziója során. A Himmler által készített eredeti terv szerint a tábor legalább 25 000 hadifogoly elhelyezésére lett volna alkalmas.
Miután a kijevi csata során nagy számú szovjet hadifoglyot ejtettek, a tábor tervezett kapacitását később 50 000-re növelték. A tábor bővítése 1941. október 1-jén kezdődött el (ahogyan Auschwitz-Birkenauban is, amely ugyanezt a parancsot kapta). November elején a terveket kibővítették 125 000, decemberben pedig 150 000 fogvatartott számára. 1942 márciusában tovább növelték, hogy 250 000 szovjet hadifogoly befogadására legyen lehetőség.
Az építkezés 150 zsidó kényszermunkással kezdődött Globocnik egyik lublini táborából, ahová a foglyok minden este visszatértek. Később 2000 vörös hadseregbeli hadifogoly is dolgozott a munkások között, akiknek extrém körülmények között kellett túlélniük, többek között a szabadban kellett aludniuk. November közepére már csak 500-an voltak közülük életben, akiknek legalább 30%-a nem volt képes további munkára. December közepén már 20 000 ember számára készültek el a barakkok, amikor tífuszjárvány tört ki, és 1942 januárjára az összes rabszolgamunkás – a hadifoglyok és a lengyel zsidók is – meghaltak. Minden munka szünetelt 1942 márciusáig, amikor új foglyok érkeztek. Bár a tábor végül képes volt megközelítőleg 50 000 foglyot befogadni, a tábor nem nőtt jelentősen ennél nagyobbra.

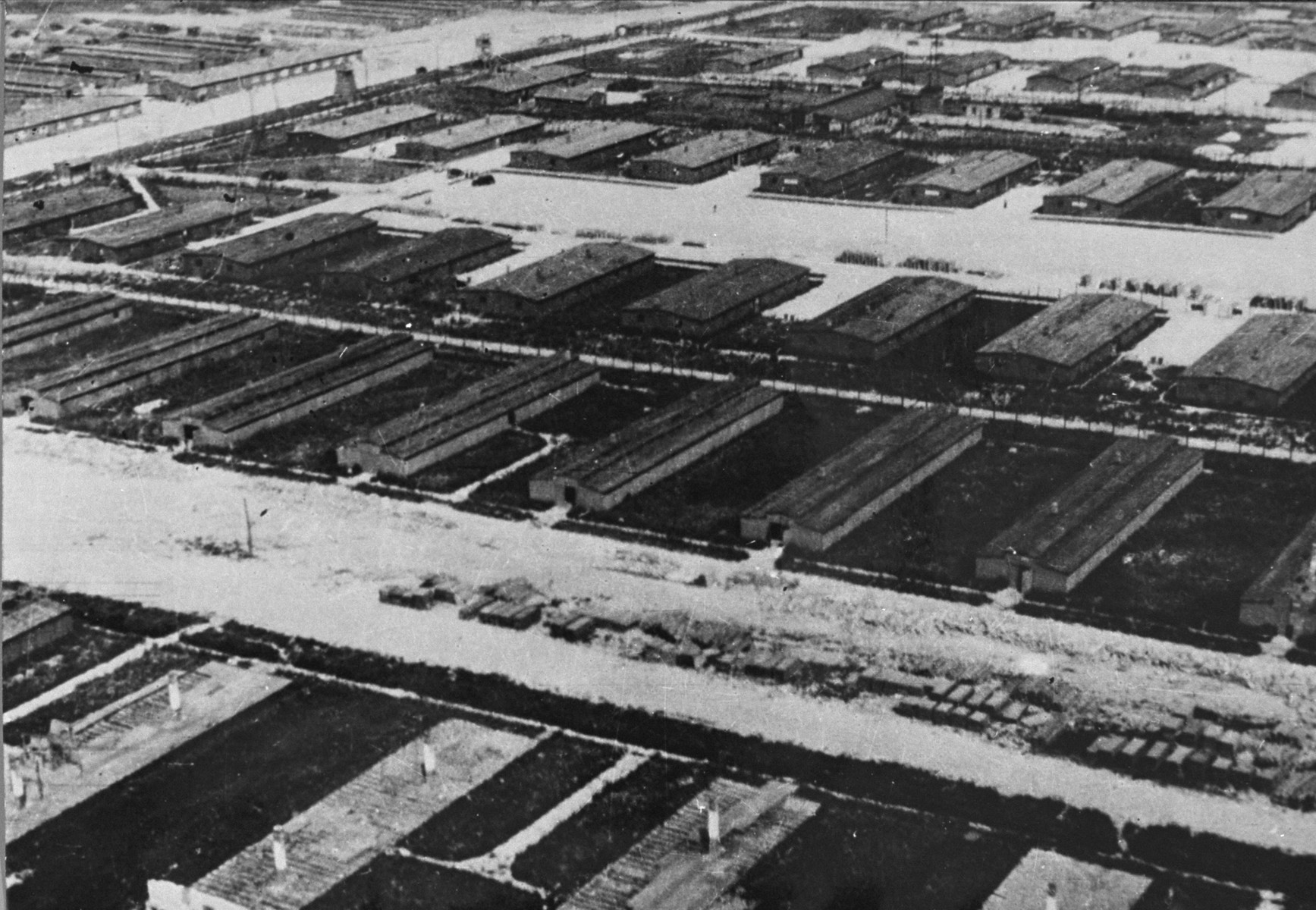
Majdanek légi felvétele (1944. június 24.). Alulról: a szétbontás alatt álló barakkok még látható kéménysorral, az ellátási út mentén felhalmozott fadeszkák, ép barakkok

1942 júliusában Himmler ellátogatott Belzecbe, Sobibórba és Treblinkába; a három titkos megsemmisítő táborba, amelyeket a nácik a Reinhard-hadművelet keretében kifejezetten a lengyel zsidóság megsemmisítésére építettek. Ezek a táborok 1942 márciusában, májusában és júliusában kezdték meg működésüket. Ezt követően Himmler parancsot adott ki, hogy 1942 végéig be kell fejezni a zsidók táborokba való deportálását a megszállt Lengyelország öt körzetéből, amelyek a náci Főkormányzóságot (Generalgouvernement) alkották.
Majdanekből a Reinhard-hadművelet kezdetekor másodlagos válogató és tároló raktár lett, a belzeci, sobibori és treblinkai gyilkossági központokban az áldozatoktól elvett vagyon- és értéktárgyak számára. A délkelet-lengyelországi zsidó lakosság nagy száma, köztük a krakkói, lwówi, zamośći és varsói gettók miatt, amelyek még nem voltak „felszámolva”, Majdaneket 1942 márciusa körül gyilkolóközpontként újították fel. Az elgázosításokat a többi rab szeme láttára végezték, még kerítés sem volt az épületek körül. Egy másik gyakori gyilkolási módszer a Trawnikimänner osztagok általi lövöldözés volt. A Majdaneki Állami Múzeum szerint a gázkamrák 1942 szeptemberében kezdték meg működésüket.
Majdanekben két egyforma épület található, ahol a Zyklon–B-t használták. A kivégzéseket a 41-es barakkban hajtották végre, a Zyklon–B által kibocsátott kristályos hidrogén-cianid felhasználásával. A 42-es barakkban ugyanezt használták a foglyok ruházatának fertőtlenítésére.
Mivel a hadiiparnak sürgősen szüksége volt külföldi munkaerőre, a lengyelországi zsidó munkásokat eredetileg megkímélték. Egy ideig vagy a gettókban tartották őket fogva, például a varsói gettóban (amely a varsói gettófelkelés után koncentrációs táborrá vált), vagy olyan munkatáborokba küldték őket, mint a Majdaneki, ahol elsősorban a Steyr-Daimler-Puch fegyver- és lőszergyárban dolgoztak.
1942 október közepéig a táborban 9519 regisztrált fogoly volt, ebből 7468 (vagyis 78,45%) zsidó, további 1884 (19,79%) nem zsidó lengyel. 1943 augusztusáig 16 206 fogoly tartózkodott a főtáborban, ebből 9 105 (56,18%) zsidó és 3893 (24,02%) nem zsidó lengyel volt. A kisebbségi kontingensek között fehéroroszok, ukránok, oroszok, németek, osztrákok, szlovének, olaszok, valamint francia és holland állampolgárok voltak. A Majdaneki Állami Múzeum hivatalos adatai szerint 300 000 személy volt a tábor rabja. A foglyok száma egy adott időpontban jóval alacsonyabb volt.

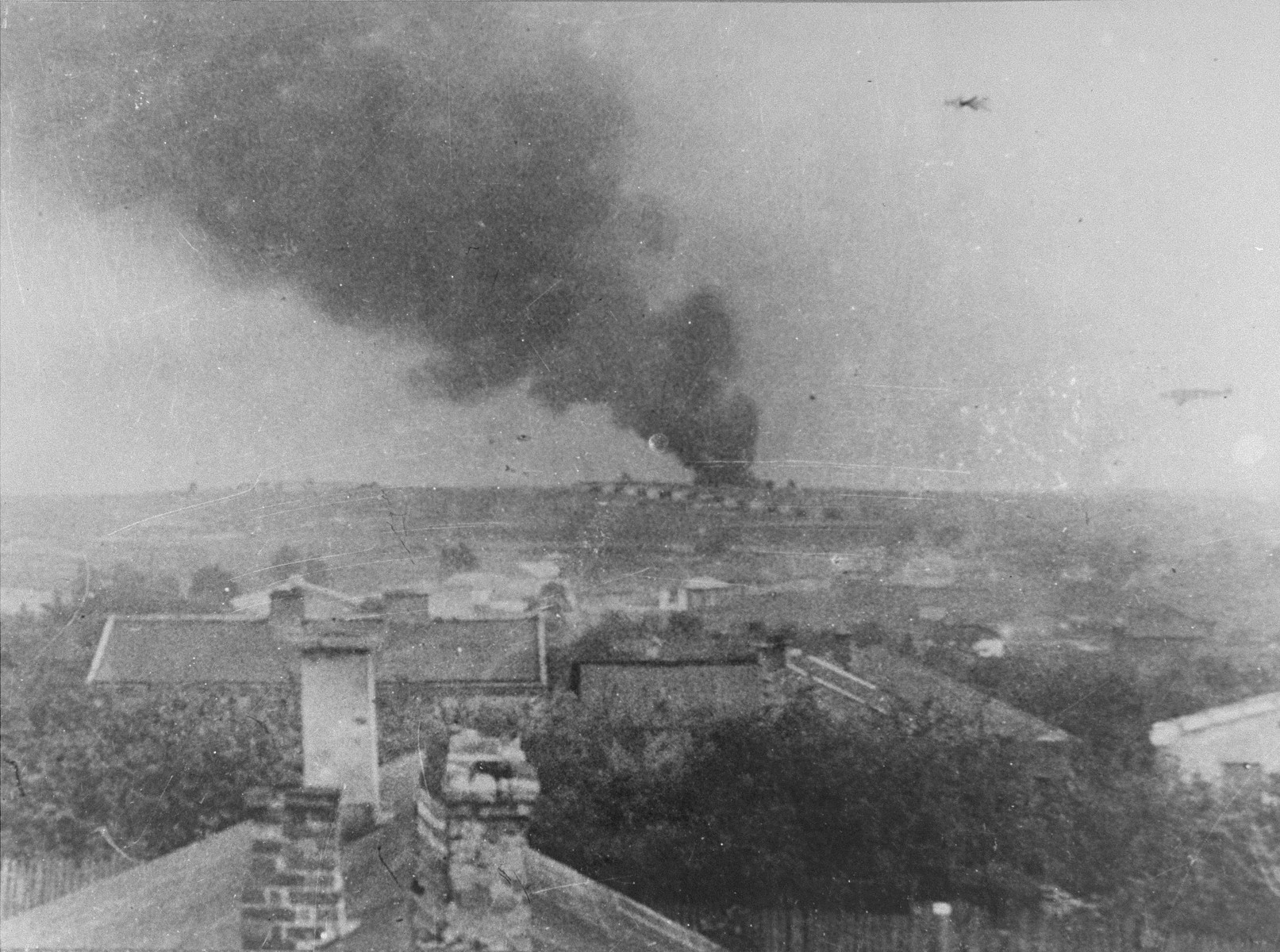
Füst száll fel Majdanekből, 1943. október

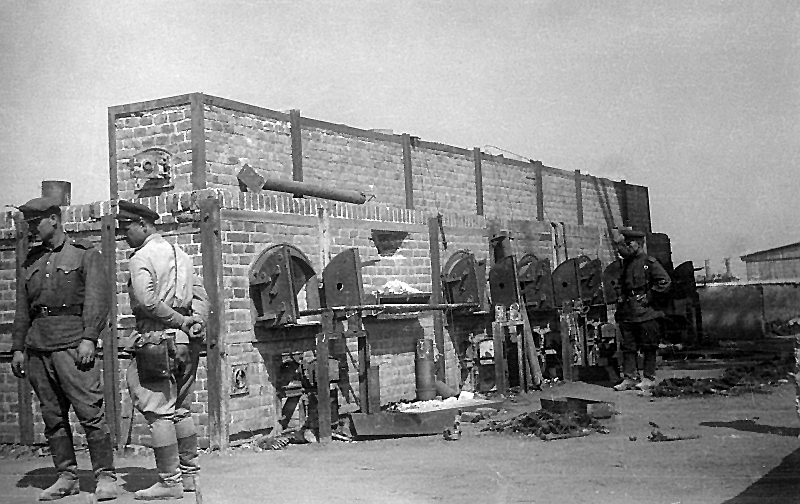
A Vörös Hadsereg katonái vizsgálják a kemencéket, a tábor felszabadítása után, 1944 nyara

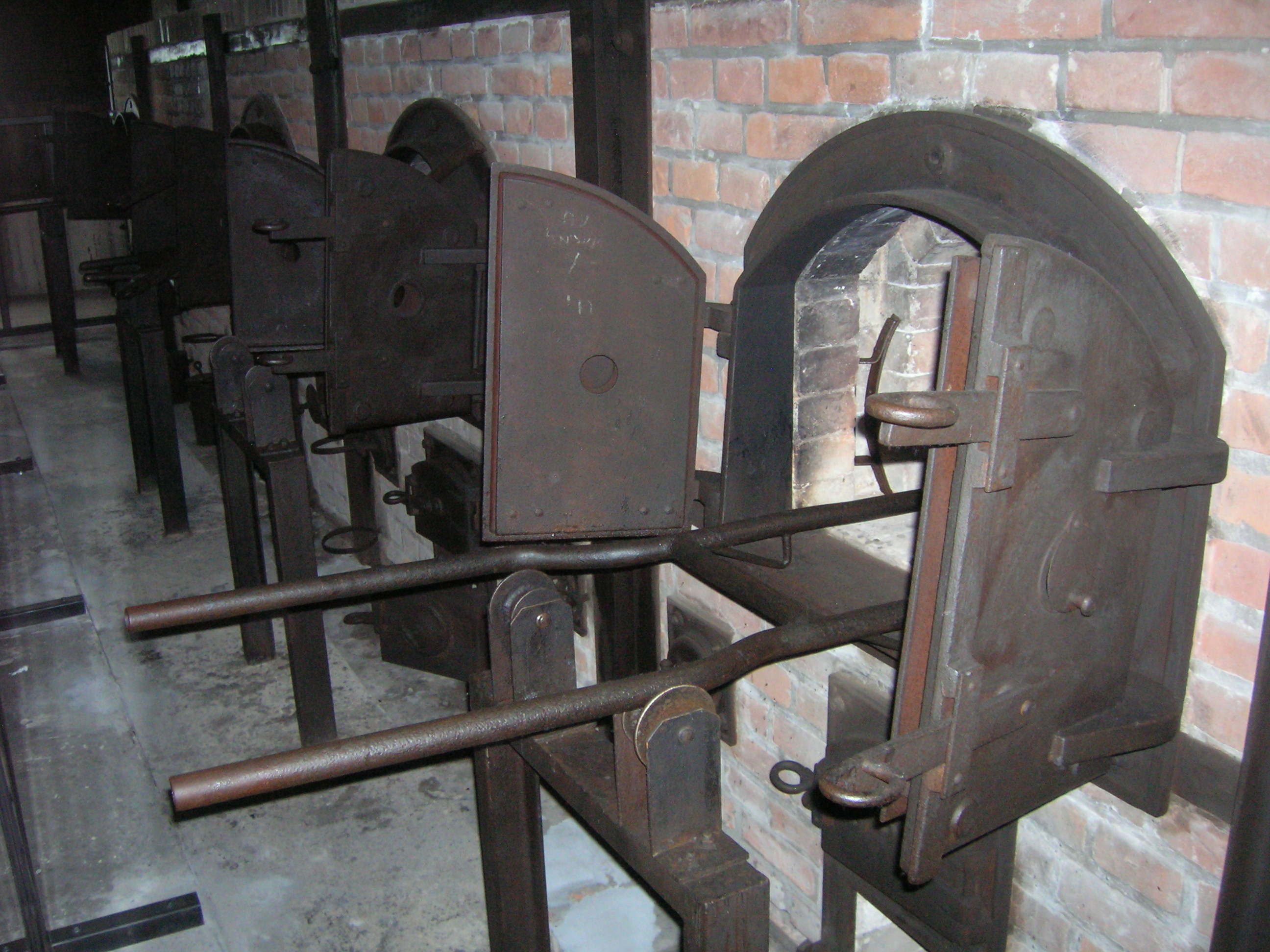
Megmaradt krematóriumi kemencék

1942 októberétől Majdanekben női felügyelők is voltak. A ravensbrücki koncentrációs táborban kiképzett SS-őrök közé tartoztak: Elsa Ehrich, Hermine Boettcher-Brueckner, Hermine Braunsteiner, Hildegard Lächert, Rosy Suess (Süss) Elisabeth Knoblich-Ernst, Charlotte Karla Mayer-Woellert és Gertrud Heise (1942–1944), akiket később háborús bűnösként elítéltek.
Majdanekben kezdetben nem voltak altáborok. Ezeket 1943 kora őszén csatolták hozzá, amikor a fennmaradó kényszermunkatáborok Lublin körül, köztük Budzyn, Trawniki, Poniatowa, Krasnik, Pulawy, valamint az "Airstrip" („Flugplatz” és „Lipowa 7”) koncentrációs táborok Majdanek altáborai lettek.
1941. szeptember 1-jétől 1942. május 28-ig Alfons Bentele vezette a tábor közigazgatását. Alois Kurz, SS Untersturmführer alkalmazásban állt Majdanekben, Auschwitz-Birkenauban és Mittelbau-Dorában. Nem emeltek vádat ellene. 1943. június 18-án Fritz Ritterbusch a táborba költözött, hogy a parancsnok szárnysegédje legyen.
A tábor Lublinhoz való közelsége miatt a foglyok a táborba érkező civil munkások által kicsempészett leveleken keresztül tudtak kommunikálni a külvilággal. E fennmaradt levelek közül sokat a címzettek a tábori múzeumnak adományoztak. 2008-ban a múzeum egy különleges kiállítást rendezett, amely ezekből a levelekből válogatott anyagot mutatott be.
1943 februárjától a németek engedélyezték a Lengyel Vöröskereszt és a Központi Jóléti Tanács számára, hogy élelmiszereket vigyenek be a táborba. A foglyok a Lengyel Vöröskereszten keresztül névre szóló élelmiszercsomagokat kaphattak. A Majdaneki Múzeum archívumában 10 300 ilyen tételes szállítmányt dokumentáltak.

### Erntefest („Aratóünnep”) művelet
A Reinhard-hadművelet 1943. november elejéig folytatódott, amikor az „Aratóünnep” során a Trawniki férfiak lemészároltak a Főkormányzóság lublini körzetéhez tartozó Majdanek altáborrendszer utolsó zsidó foglyait. A majdaneki főtábor tekintetében a leghírhedtebb kivégzésekre 1943. november 3-án került sor, amikor egyetlen nap alatt 18 400 zsidót öltek meg. Másnap reggel 25 zsidót, akiknek sikerült elrejtőzniük, megtaláltak és agyonlőttek. Eközben 611 másik rabnak, 311 nőnek és 300 férfinak megparancsolták, hogy válogassák át a halottak ruháit és fedjék be a temetési árkokat. A férfiakat később a Sonderkommando 1005-be osztották be, ahol ugyanezeket a holttesteket kellett hamvasztás céljából exhumálniuk. Ezeket az embereket aztán kivégezték. A 311 nőt később Auschwitzba küldték, ahol gázzal megölték őket. Az „Aratóünnep” művelet végére Majdanekben a 6562 fogolyból mindössze 71 zsidó maradt életben.

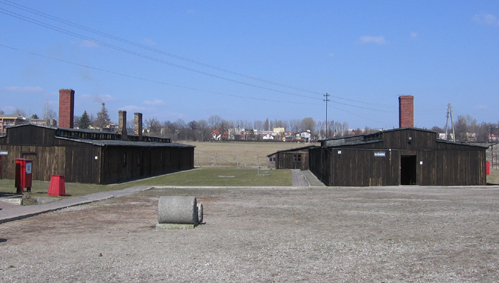
Feltűnésmentes struktúra a gyilkoláshoz. Zuhanyzók (balra) és hasonlóan kinéző gázkamrák (jobbra)

A megmaradt foglyok kivégzése a következő hónapokban is folytatódott Majdanekben. 1943 decembere és 1944 márciusa között Majdanek hozzávetőlegesen 18 000 úgynevezett „rokkantat” fogadott be, akik közül sokukat később Zyklon B-vel gázosítottak el. A kivégzőosztag általi kivégzések is folytatódtak: 1944. január 21-én 600, 1944. január 23-án 180, 1944. március 24-én pedig 200 kivégzést hajtottak végre.

Karl Höcker szárnysegéd háború utáni pere dokumentálta a táborban elkövetett tömeggyilkosságokban való bűnösségét.
„1989. május 3-án a németországi Bielefeld városának kerületi bírósága négy év börtönbüntetésre ítélte Höckert azért, mert közreműködött a lengyelországi Majdaneki koncentrációs táborban foglyok, elsősorban lengyel zsidók elgázosításában. A tábori feljegyzésekből kiderült, hogy 1943 májusa és 1944 májusa között Höcker legalább 3 610 kilogramm Zyklon–B mérges gázt szerzett be a Majdanekben való felhasználásra a hamburgi Tesch & Stabenow cégtől.”
Ezenkívül Rudolf Höss auschwitzi parancsnok emlékirataiban a lengyelországi tárgyalásra várva azt írta, hogy Majdanekben (KZ Lublin) alkalmazott egyik gyilkossági módszer a Zyklon–B volt.

### Evakuálás
1944. július végén, amikor a szovjet erők gyorsan közeledtek Lublin felé, a németek sietve kiürítették a tábort. A személyzetnek azonban csak részben sikerült megsemmisítenie a krematóriumokat, mielőtt a szovjet Vörös Hadsereg csapatai 1944. július 24-én megérkeztek volna, Majdanek pedig a holokauszt legjobban megőrzött táborává vált, köszönhetően a parancsnokhelyettes, Anton Thermes hozzá nem értéséhez. Ez volt az első nagyobb koncentrációs tábor, amelyet a szövetséges erők felszabadítottak, és az ott talált borzalmak széles körben nyilvánosságra kerültek.
Bár korábban 1000 foglyot erőszakkal Auschwitzba hurcoltak (akiknek csak a fele érkezett meg élve), a Vörös Hadsereg még mindig több ezer foglyot, főként hadifoglyokat talált a táborban, és bőséges bizonyítékot az ott történt tömeggyilkosságokra.

## Halálos áldozatok száma
A hivatalos becslést 78 000 áldozatról, ebből 59 000 zsidóról Tomasz Kranz, a Majdaneki Állami Múzeum kutatási osztályának igazgatója 2005-ben határozta meg, és a Höfle-távirat 2000-es felfedezése után számította ki. Ez a szám közel áll a múzeum honlapján jelenleg feltüntetett számhoz. Az áldozatok összlétszáma sokáig vitatott volt, kezdve Zdzisław Łukaszkiewicz bíró 1948-ban végzett kutatásával, aki megközelítőleg 360 000 áldozatot jelentett. Ezt követte Czesław Rajca (1992), a Majdanek Múzeum munkatársa által készített, 235 000 körüli áldozatra vonatkozó becslés, amelyre a múzeum évekig hivatkozott. Rajca a jelenlegi számot „hihetetlenül alacsonynak” tartja, ennek ellenére a múzeum igazgatótanácsa „bizonyos óvatossággal” elfogadta, amíg további kutatásokat végeznek azon foglyok számáról, akiket a német táborigazgatás nem vett fel a holokausztvonatok nyilvántartásába. Egyelőre a múzeum tájékoztatása szerint az új kutatások alapján mintegy 150 ezer fogoly érkezett Majdanekbe a tábor 34 hónapos fennállása alatt. A Reinhard-hadművelet során meggyilkolt több mint 2 000 000 zsidó ember közül mintegy 60 000 zsidót (56 000 név szerint ismert)  egész biztosan Majdanekben pusztítottak el, az összesen közel 80 000 áldozat között.

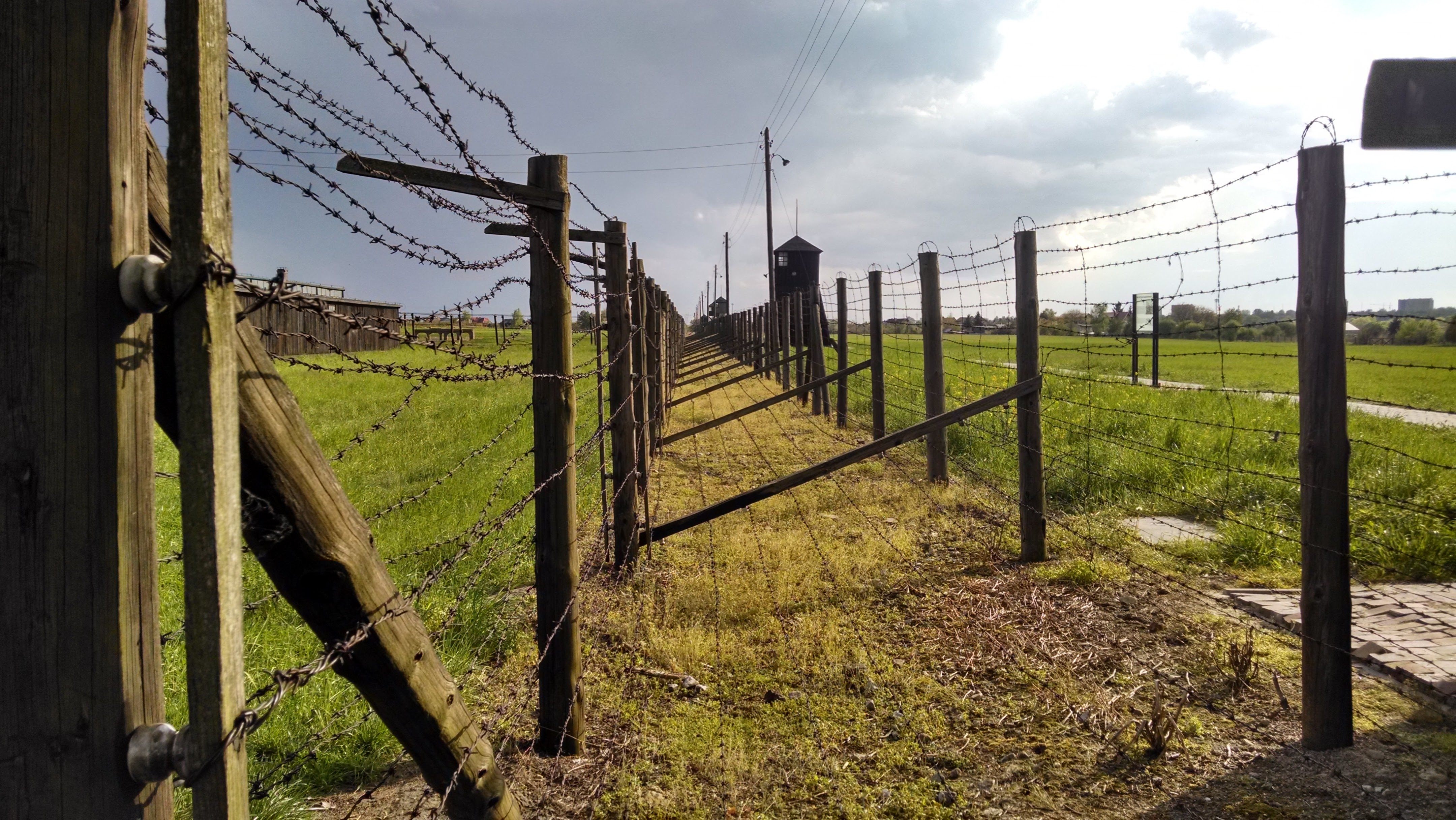
Őrtornyok a Majdaneki tábor határán álló kettős szögesdrót kerítés mentén

A szovjetek eleinte jelentősen túlbecsülték a halálos áldozatok számát, és 1944 júliusában a nürnbergi perben azt állították, hogy nem kevesebb, mint 400 000 zsidó áldozatról van szó, a hivatalos szovjet számítás pedig 1,5 millió különböző nemzetiségű áldozatról szólt. Raymond Arthur Davies független kanadai újságíró, aki Moszkvában dolgozott és a Kanadai Zsidó Kongresszus alkalmazásában állt 1944. augusztus 28-án látogatást tett Majdanekben. Másnap táviratot küldött Saul Hayesnek, a Kanadai Zsidó Kongresszus ügyvezető igazgatójának. A levélben ez állt:„Szeretném [hangsúlyozni], hogy Majdanek, ahol egymillió zsidót és félmillió [másik] embert öltek meg” és „Elmondhatja Amerikának, hogy legalább három millió [lengyel] zsidót öltek meg, akiknek legalább egyharmadát Majdanekben ölték meg” és bár széles körben beszámoltak róla, a becslést a tudósok soha nem vették komolyan.
Raul Hilberg 1961-es becslése szerint 50 000 zsidó áldozat halt meg a táborban. 1992-ben Czesław Rajca 235 000-re becsülte az áldozatok számát; a tábori múzeumban mutatta be. A Majdaneki Állami Múzeum tudományos osztályának vezetője, Tomasz Kranz történész 2005-ben végzett kutatása szerint 79 000 áldozat volt, közülük 59 000 zsidó.
A becslések közötti különbségek a becsléshez használt különféle módszerekből és a kutatók rendelkezésére álló bizonyítékok mennyiségéből adódnak. A szovjet adatok a legdurvább módszertanra támaszkodtak, amelyet auschwitzi becsléseknél is alkalmaztak – feltételezték, hogy az áldozatok száma nagyjából megfelelt a krematóriumi kapacitásoknak. A későbbi kutatók sokkal több bizonyítékot próbáltak figyelembe venni, felhasználva a deportálásokról készült feljegyzéseket, a korabeli népszámlálásokat és a helyreállított náci feljegyzéseket. Hilberg 1961-es becslése e feljegyzések felhasználásával szorosan illeszkedik Kranz jelentéséhez.
A majdaneki második krematórium jól megőrződött eredeti kemencéit 1943-ban Heinrich Kori építette. Az 1942-es Sachsenhauseni koncentrációs táborból Majdanekbe hozott kemencéket váltották fel.
| Majdanek parancsnokai |                        | |
| Név | Rang                   | Szolgálata és megjegyzések |
| Karl-Otto Koch | SS-Standartenführer    | A tábor parancsnoka 1941 októberétől 1942 augusztusáig. Az SS 1945. április 5-én kivégezte, mert zsidó aranyat és pénzt lopott a Birodalomtól.                                 |
| Max Koegel | SS-Sturmbannführer     | A tábor parancsnoka 1942 augusztusától 1942 novemberéig. A szövetségesek németországi fogságában öngyilkos lett egy nappal letartóztatása után, 1946. június 27-én.            |
| Hermann Florstedt | SS-Obersturmführer     | A tábor parancsnoka 1942 novemberétől 1943 októberéig. Az SS elítélte, majd 1945. április 15-én kivégezték, mert Kochhoz hasonlóan lopott a Birodalomtól, hogy meggazdagodjon. |
| Martin Gottfried Weiss | SS-Obersturmbannführer | A tábor parancsnoka 1943. november 1-jétől 1944. május 5-ig. Az 1945 novemberi dachaui per során elítélték, 1946. május 29-én felakasztották.                                  |
| Arthur Liebehenschel | SS-Obersturmbannführer | A tábor parancsnoka 1944. május 5-től 1944. július 22-ig. Halálra ítélték a krakkói Auschwitz-perben, 1948. január 28-án felakasztották.                                       |
| - A parancsnokság második embere mindvégig Anton (Anthony) Thernes Obersturmführer volt. Bíróság elé állították a lublini Majdanek-perben, emberiség elleni bűncselekményekben bűnösnek találták, halálra ítélték és 1944. december 3-án felakasztották. |                        | |

## Utóhatás
A tábor elfoglalása után, 1944 augusztusában a szovjetek megvédték a tábor területét, és összehívtak egy lengyel–szovjet különbizottságot, hogy kivizsgálja és dokumentálja a Majdanekben elkövetett emberiség elleni bűnöket. Ez az erőfeszítés az egyik első kísérlet volt a náci háborús bűnök dokumentálására Kelet-Európában.1944 őszén megalapították a Majdaneki Állami Múzeumot a Majdaneki koncentrációs tábor területén. 1947-ben a lengyel parlament rendelete alapján a tényleges tábor mártíremlékművé vált. Ugyanebben az évben mintegy 1300 m3 emberi hamuval és csonttöredékekkel kevert felszíni földet gyűjtöttek össze, és egy nagy halommá alakították. Majdanek 1965-ben megkapta a nemzeti múzeumi státuszt.
A tábor náci személyzetének egy része ellen közvetlenül a háború után, más része ellen pedig az azt követő évtizedekben indult büntetőeljárás. 1944 novemberében és decemberében négy SS-férfit és két kápót állítottak bíróság elé; az egyik öngyilkos lett, a többieket 1944. december 3-án felakasztották. Az utolsó nagyszabású, széles nyilvánosságot kapott büntetőeljárás (németül: Majdanek-Prozess) 16 hajdani SS-tag ellen 1975 és 1981 között zajlott Nyugat-Németországban. A Majdanekben dolgozó és név szerint ismert 1037 SS-tag közül azonban csak 170 ellen indult eljárás. Ennek oka a nyugatnémet igazságszolgáltatás által alkalmazott szabály volt, miszerint csak a gyilkossági folyamatban közvetlenül részt vevők ellen lehetett vádat emelni.

### A Majdaneki tábor szovjet NKVD általi használata
Miután a tábort a szovjet hadsereg elfoglalta, az NKVD megtartotta a kész létesítményt mint börtönt a lengyel emigráns kormányhoz hű Honi Hadsereg és a német és a szovjet megszállással szemben álló Narodowe Siły Zbrojne (Nemzeti Fegyveres Erők) katonáinak. Az NKVD, akárcsak előtte az SS, ugyanazokat a létesítményeket használta a lengyel hazafiak bebörtönzésére és kínzására.
1944. augusztus 19-én az emigrációban levő lengyel kormánynak adott jelentésben a Honi Hadsereg (AK) lublini körzetéből a következőket írták: „Az AK katonáinak tömeges letartóztatásait az NKVD az egész régióban végzi. Ezeket a letartóztatásokat a Lengyel Nemzeti Felszabadítási Bizottság eltűri, az AK katonákat pedig a Majdaneki táborban tartják fogva. Nemzetünk és a Honi Hadsereg veszteségei megegyeznek azokkal a veszteségekkel, amelyeket a német megszállás alatt szenvedtünk el. Vérünkkel fizetünk érte.”
A Majdaneki NKVD-tábor foglyai között voltak az AK volhíniai tagjai és azon AK-egységek katonái, amelyek Varsó felé tartottak, hogy csatlakozzanak a varsói felkeléshez. 1944. augusztus 23-án mintegy 250 majdaneki fogvatartottat szállítottak a Lublin Tatary vasútállomásra. Ott valamennyiüket marhavagonba rakták, és Szibériába, valamint a Szovjetunió más területeinek táboraiba vitték

## Megemlékezés

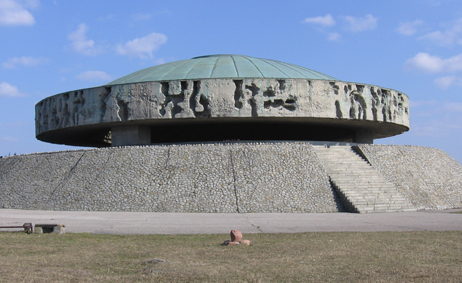
Az 1969-ben felépült mauzóleum

1969 júliusában, a tábor felszabadulásának 25. évfordulóján egy nagyméretű emlékművet állítottak a helyszínen, amelyet Wiktor Tołkin (más néven: Victor Tolkin) tervezett. Két részből áll: egy kaput formázó emlékmű a tábor bejáratánál és egy nagy mauzóleum, amely az áldozatok hamvait tartalmazza.
2005 októberében a Majdaneki Múzeummal együttműködve négy Majdanek-túlélő visszatért a helyszínre, és lehetővé tette a régészek számára, hogy megtalálják a rabok által elásott mintegy 50 tárgyat, köztük órákat, fülbevalókat és jegygyűrűket. A Buried Prayers című dokumentumfilm szerint ez volt az eddigi legnagyobb bejelentett értéktárgy-mentés egy haláltáborban. A kormányzati történészek és a zsidó túlélők közötti interjúk 2005 előtt nem voltak gyakoriak.
A tábor ma az eredeti 2,7 km2 (kb. 670 hektár) felét foglalja el, és az egykori épületek kivételével nagyrészt kopár. A 2010. augusztusi tűz elpusztította az egyik faépületet, amelyet múzeumként használtak, s hétezer fogoly cipőjét tárolták benne. Lublin városának területe a második világháború vége óta megháromszorozódott, ma már a főtábor is Lublin városának határain belül található. Több ház és lakás kertje határos a táborral.
2016-ban a Majdaneki Állami Múzeumnak és a hozzá tartozó, Sobibórnak és Bełżecnek mintegy 210 000 látogatója volt. Ez 10 000 látogatóval több volt, mint az előző évben. A látogatók között zsidók, lengyelek és mások is vannak, akik többet szeretnének megtudni az emberiség ellen elkövetett kegyetlen bűnökről.

## Nevezetes fogvatartottak

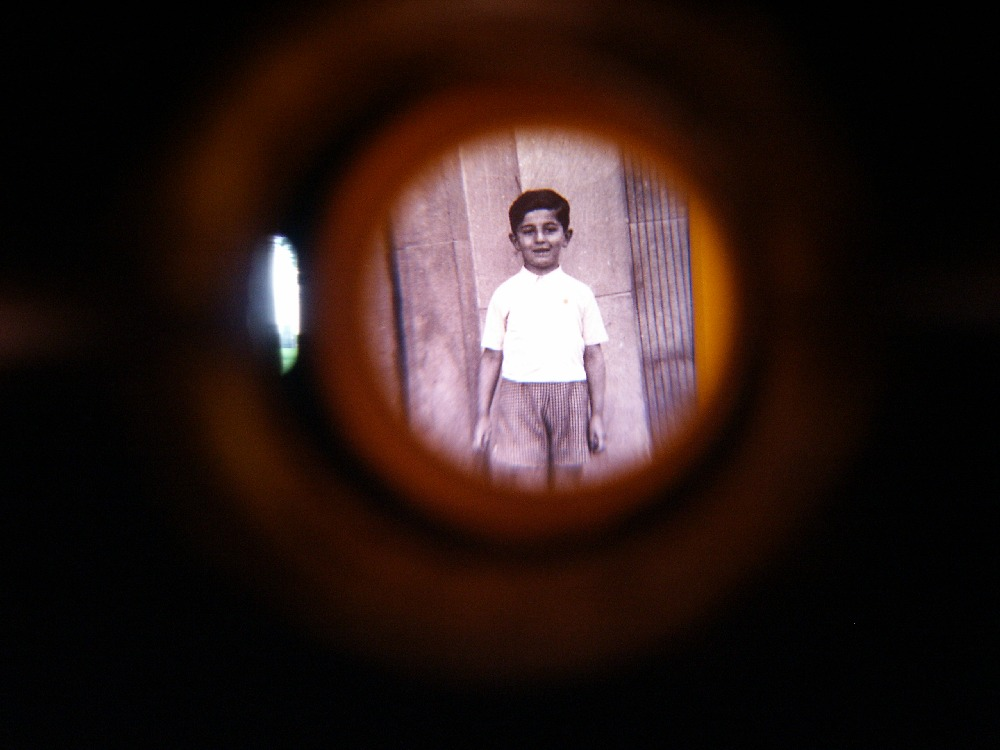
Henio Zytomirski, 1939. július 5

- Halina Birenbaum – író, költő és műfordító
- Maria Albin Boniecki – művész
- Marian Filar – zongoraművész
- Otto Freundlich – a nácik 1937-es „Degenerált művészet” kiállításának egyik művésze
- Mietek Grocher – kilenc különböző tábort élt túl. A Jag överlevde (magyarul: Túléltem) szerzője
- Izrael Gutman – történész
- Roman Kantor (1912–1943) – párbajtörvívó; megölték a nácik
- Dmitrij Mihajlovics Karbisev – szovjet tábornok, a Szovjetunió Hőse
- Omeljan Kovcs – ukrán görögkatolikus pap
- Dionys Lenard – 1942-ben megszökött, figyelmeztette a szlovák zsidó közösséget
- Igor Newerly – író
- Rudolf Vrba – átkerült Auschwitzba, ahonnan megszökött. Az Auschwitz-jegyzőkönyv társszerzője, amely az egyik első tábori belső jelentés, és a háború idején jelent meg
- Henio Zytomirski – a lengyelországi holokauszt gyermekikonja
- Sonia Mosse[36] – a Man Ray színésznője és modellje
- Irena Iłłakowicz – az NSZ (Nemzeti Fegyveres Erők) lengyel ellenállási mozgalom másodhadnagya és hírszerző, aki 1943-ban elmenekült a táborból

## Fordítás
- Ez a szócikk részben vagy egészben  a   Majdanek concentration camp című angol Wikipédia-szócikk ezen változatának fordításán alapul.  Az eredeti cikk szerkesztőit annak laptörténete sorolja fel. Ez a jelzés csupán a megfogalmazás eredetét és a szerzői jogokat jelzi, nem szolgál a cikkben szereplő információk forrásmegjelöléseként.